# Jes Hansen
Jes Vincent Hansen (* 9. Januar 1976 in Kopenhagen) ist ein ehemaliger dänischer Basketballspieler.

## Werdegang
Hansen, ein 2,05 Meter großer Innenspieler, war ab 1994 Mitglied von Stevnsgade Basketball und verließ sein Heimatland, um 1997/98 in den Vereinigten Staaten an der University of Hawaiʻi at Hilo zu studieren und zu spielen.
Von 1998 bis 2000 spielte er in der ersten Liga Dänemarks dann wieder für Stevnsgade, das eine Spielgemeinschaft mit Skjold gebildet hatte. In der Saison 2000/01 stand er in Island bei Ungmennafélag Njarðvíkur unter Vertrag und gewann mit dem Verein die Staatsmeisterschaft, zum Spieljahr 2001/02 kehrte er zu Skjold/Stevnsgade zurück. Zusätzlich trat er in dieser Spielzeit mit der aus Spielern unterschiedlicher dänischer Vereine gebildeten Mannschaft Magic Great Danes in der Nordeuropäischen Basketball-Liga an.
Im Oktober 2002 unterzeichnete der Däne einen Vertrag beim griechischen Zweitligisten Gymnastikos Larissa. Er blieb bis zum Jahresende 2002 bei der Mannschaft. Hansen spielte bis 2005 in seinem Heimatland für SISU, ab der Saison 2005/06 beim BK Amager und wechselte 2007 wieder zu SISU. Hernach wechselte er zum Zweitligisten Roskilde Basketball Club. Von 2011 bis 2014 verstärkte Hansen erneut den BK Amager.
Hansen war dänischer Nationalmannschaft, für die A-Auswahl des Landes bestritt er neun Länderspiele.